# Olszanica (województwo podlaskie)
Olszanica – wieś w Polsce położona w województwie podlaskim, w powiecie bielskim, w gminie Wyszki.
W latach 1975–1998 miejscowość położona była w województwie białostockim.
Wierni kościoła rzymskokatolickiego należą do parafii Wniebowstąpienia Pańskiego w Strabli.

## Zabytki
- wiatrak koźlak, 1946, nr rej.:474 z 8.11.1970[7].

## Urodzeni w Olszanicy
- Ignacy Olszański – polski ksiądz katolicki, prałat papieski, działacz społeczny i polityczny, radny Wilna, poseł na Sejm Litwy Środkowej oraz na Sejm Ustawodawczy i Sejm I kadencji w II RP[8].